# أدولف نورين
أدولف نورين (بالسويدية: Adolf Noreen)‏ هو لغوي سويدي، ولد في 13 مارس 1854 في Östra Ämtervik church parish ‏ في السويد، وتوفي في 13 يونيو 1925 في Ärtemarks församling ‏ في السويد.